# Masaru Uchiyama
Masaru Uchiyama (内山 勝 Uchiyama Masaru?,  nacido el 14 de abril de 1957 en Shizuoka) es un exfutbolista japonés que se desempeñaba como defensa.
En 1985, Uchiyama jugó para la Selección de fútbol de Japón.

## Trayectoria

### Clubes
| Club          | País  | Año         |
| ------------- | ----- | ----------- |
| Yamaha Motors | Japón | 1980 - 1989 |

### Selección nacional
| Selección | País  | Año  |
| --------- | ----- | ---- |
| Absoluta  | Japón | 1985 |

## Estadística de equipo nacional
| Selección de Japón | Selección de Japón | Selección de Japón |
| Año                | Part.              | Goles              |
| ------------------ | ------------------ | ------------------ |
| 1985               | 1                  | 0                  |
| Total              | 1                  | 0                  |

## Palmarés

### Títulos nacionales
| Título              | Club          | País  | Año       |
| ------------------- | ------------- | ----- | --------- |
| Copa del Emperador  | Yamaha Motors | Japón | 1982      |
| Japan Soccer League | Yamaha Motors | Japón | 1987-1988 |